# Leonid Andrejev

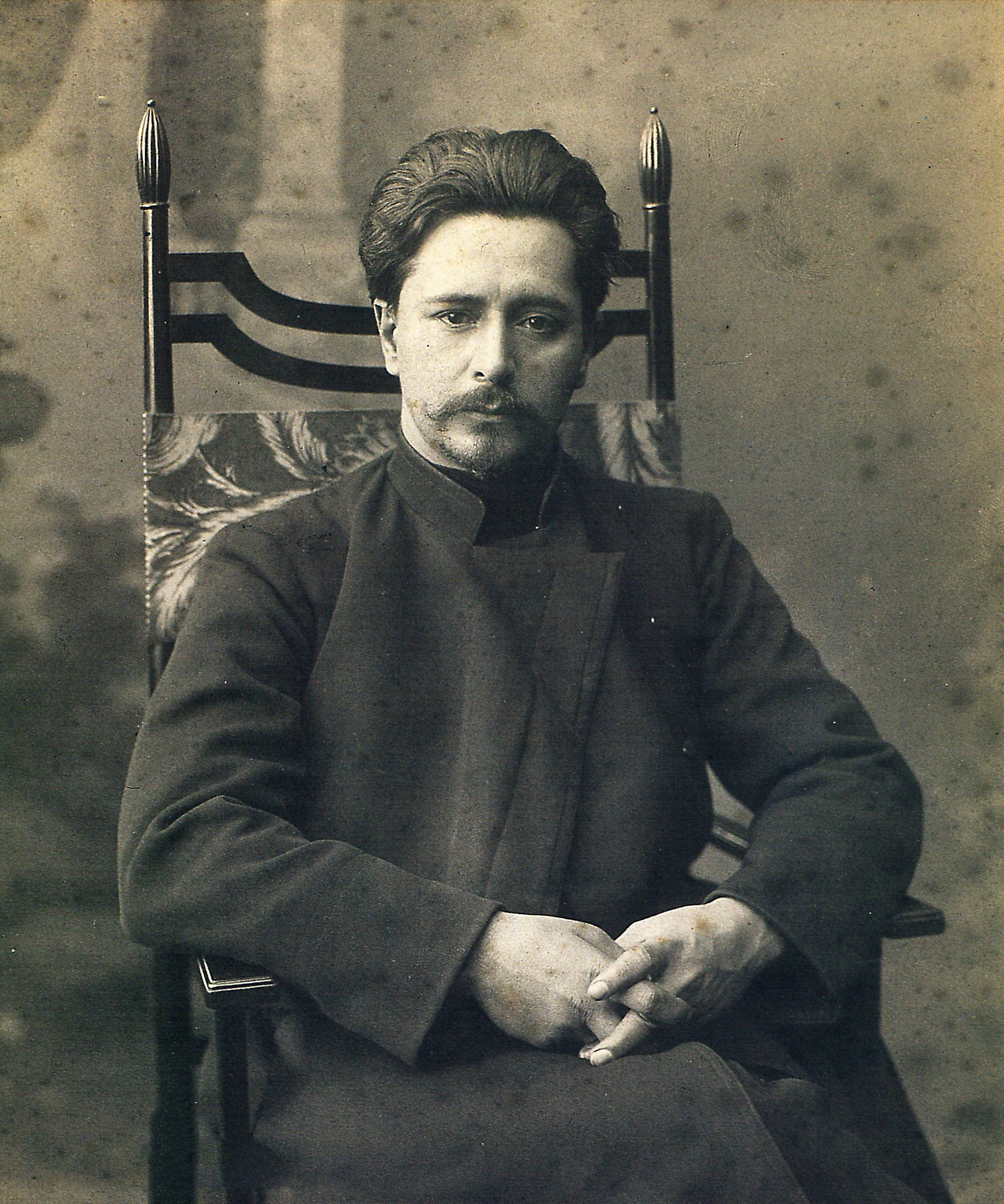
Leonid Andrejev.

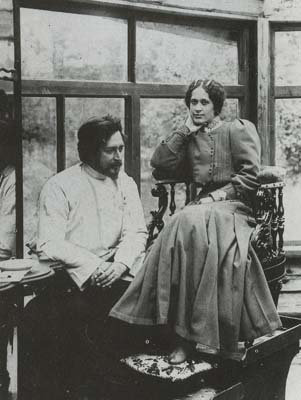
Leonid Andrejev och hans fru, Anna, 1903.

Leonid Nikolaevitj Andrejev (ryska: Леонид Николаевич Андреев), född 21 augusti (9 augusti enligt g.s.) 1871 i Orjol söder om Moskva, död 12 september 1919 i Kuokkala i Finland, var en rysk författare. 

## Biografi
Andrejev studerade vid universiteten i Sankt Petersburg och Moskva. Han arbetade några år som kriminalreporter och har även använt sig av pseudonymen James Lynch. Han var motståndare till bolsjevismen och flydde 1917 till Finland. Han skrev realistiska berättelser med motiv från rysk-japanska kriget och 1905 års händelser.

## Författarskap
Andrejev, som var utbildad jurist, väckte uppseende med sin första novellsamling 1902. Han utgick från Dostojevskijs psykologiska realism men övergick med åren alltmer till en allegoriserande symbolism. I Västeuropa är han huvudsakligen känd genom sina berättelser av vilka Det röda skrattet (1905, svensk översättning 1906) och Kriget ok (1915) skildrar krigspsykosen inom småborgerlig miljö.
Andrejevs dramatiska skapande är föga känt utanför Ryssland. Hans mest betydande drama, Savva (1906), skildrar en revolutionär, vars anarkism reser sig mot själva världsordningen.